# Cartoonlandia Boys
Cartoonlandia Boys è una raccolta di sigle di cartoni animati indirizzati ad un pubblico prevalentemente maschile in onda sulle reti Mediaset, pubblicata il 25 novembre 2005. Si affianca alla compilation Cartoonlandia Girls uscita nello stesso giorno.

## Tracce

### CD1
Testi di Alessandra Valeri Manera tranne dove indicato.
1. Amici Puffi (musica: Vincenzo Draghi)
2. Arrivano gli Snorky (testo: Alessandra Valeri Manera[1], J.F.F. Ferry Wienneke[2] – musica: Jay Ferne)
3. Batman (musica: Carmelo Carucci)
4. Beethoven (musica: Franco Fasano)
5. Belle e Sebastien (musica: Carmelo Carucci)
6. Beyblade (musica: Max Longhi, Giorgio Vanni)
7. Beyblade VForce (musica: Max Longhi, Giorgio Vanni)
8. Che drago d'un drago (musica: Vitros)
9. Con noi (testo: Gabry Ponte, Gregory Colla, Domenico Capuano – musica: Gregory Colla, Gabry Ponte)
10. Dabadabady Casper (musica: Vincenzo Draghi)
11. Detective Conan (musica: Max Longhi, Giorgio Vanni)
12. Doraemon (musica: Max Longhi, Giorgio Vanni)
13. Dragon Ball (musica: Max Longhi, Giorgio Vanni)
14. Dragon Ball GT (musica: Max Longhi, Giorgio Vanni)
15. Fl-eek stravaganza (musica: Franco Fasano)
16. Gladiator's Academy (musica: Max Longhi, Giorgio Vanni)
17. He-Man and the Masters of the Universe (testo: Cheope, Giuseppe Anastasi – musica: Max Longhi, Giorgio Vanni)

### CD2
Testi di Alessandra Valeri Manera tranne Jacob Due Due.
1. Holly e Benji forever (musica: Max Longhi, Giorgio Vanni)
2. I cavalieri del drago (musica: Max Longhi, Giorgio Vanni)
3. I cavalieri dello zodiaco (musica: Max Longhi, Giorgio Vanni)
4. Il laboratorio di Dexter (musica: Franco Fasano)
5. Jacob Due Due (testo: Massimiliano Gusmini – musica: Massimiliano Gusmini, Michele Monestiroli)
6. L'incredibile Hulk (musica: Max Longhi, Giorgio Vanni)
7. L'ispettore Gadget (musica: Carmelo Carucci)
8. Lupin, l'incorreggibile Lupin (musica: Carmelo Carucci)
9. Ogni Puffo pufferà (musica: Carmelo Carucci)
10. Picchiarello (musica: Max Longhi, Giorgio Vanni)
11. Pokémon (musica: Max Longhi, Giorgio Vanni)
12. Pokémon: Oltre i cieli dell'avventura (musica: Max Longhi, Giorgio Vanni)
13. Pokémon: The Johto League Champions (musica: Max Longhi, Giorgio Vanni)
14. Pokémon: The Master Quest (musica: Max Longhi, Giorgio Vanni)
15. Scuola di polizia (musica: Carmelo Carucci)

### CD3
Testi di Alessandra Valeri Manera tranne dove indicato.
1. Shaman King (testo: Marco Masini, Giuseppe Dati – musica: Giuseppe Dati, Goffredo Orlandi)
2. Shin Chan (musica: Max Longhi, Giorgio Vanni)
3. Shin Hakkenden (musica: Max Longhi, Giorgio Vanni)
4. Siamo fatti così - Esplorando il corpo umano (musica: Massimiliano Pani)
5. Sonic X (testo: Graziella Caliandro – musica: Massimiliano Gusmini, Michele Monestiroli)
6. Spider-Man (musica: Max Longhi, Giorgio Vanni)
7. SpongeBob Squarepants
8. Tartarughe Ninja alla riscossa (musica: Vincenzo Draghi)
9. Tazmania (musica: Carmelo Carucci)
10. The Simpsons
11. What a mess Slump e Arale (musica: Max Longhi, Giorgio Vanni)
12. What's my destiny Dragon Ball (musica: Max Longhi, Giorgio Vanni)
13. Yu-Gi-Oh! (musica: Max Longhi, Giorgio Vanni)
14. Zoids (musica: Max Longhi, Giorgio Vanni)
15. Zorro (musica: Carmelo Carucci)

## Interpreti
- Cristina D'Avena (CD1 n. 1-2-3-5-10-12-16 / CD2 n. 4-7-9-10-15 / CD3 n. 4-15)
- Cristina D'Avena e Pietro Ubaldi (CD1 n. 4 / CD3 n. 9)
- Giorgio Vanni (CD1 n. 6-7-11-13-14-17 / CD2 n. 2-3-6-11-1)
- Vitros (CD1 n. 8, strumentale)
- The Ninjas vs Gabry Ponte (CD1 n. 9)
- Pietro Ubaldi (CD1 n. 15)
- Cristina D'Avena e Giorgio Vanni (CD2 n. 1-13-14 / CD3 n. 11)
- Giacinto Livia (CD2 n. 5 / CD3 n. 5)
- Enzo Draghi (CD2 n. 8)
- Marco Masini (CD3 n. 1)
- Painty the Pirate and Kids (CD3 n. 7)
- Giampaolo Daldello (CD3 n. 8)
- Danny Elfman (CD3 n. 10, cover strumentale)